# Zwemplaats voor Jongelingen te Amsterdam
Zwemplaats voor jongelingen te Amsterdam was een korte film van M.H. Laddé uit 1896 over het toen net geopende Heiligewegbad aan de Amsterdamse Heiligeweg (het eerste overdekte zwembad van Nederland). De film is verloren gegaan.